# Mhère
Mhère es una comuna francesa situada en la región de Borgoña, departamento de Nièvre, distrito de Clamecy y cantón de Corbigny.

## Demografía
| 497 | 404 | 376 | 341 | 310 | 279 |
| Para los censos de 1962 a 1999 la población legal corresponde a la población sin duplicidades (Fuente: INSEE [Consultar]) |     |     |     |     |     |

## Geografía
Se encuentra en el Parc Naturel Régional du Morvan, en una zona boscosa en la parte alta del curso del Yonne.
Según cálculos del Institut Géographique National (instituto geográfico nacional de Francia), Mhère fue desde la incorporación de Eslovenia y hasta la ampliación a Chipre y Malta, el centro geográfico de la eurozona.